# Advanced Synthesis & Catalysis
Advanced Synthesis & Catalysis (відповідно до стандарту ISO 4 у літературних цитатах скорочено Adv. Synth. Catal.) — науковий журнал з хімії. 
Журнал засновано у 2001 році. Редакційну колегію очолює Рьодзі Нойорі з Університету Нагоя, Нагоя, Японія, та Дослідницького інституту RIKEN, Сайтама, Японія. 
Журнал Advanced Synthesis & Catalysis засновано на базі двох попередньо об'єднаних у 1992 році журналів західнонімецького Chemiker Zeitung і східнонімецького Journal für praktische Chemie.
Імпакт-фактор у 2020 році склав 5,837. Згідно зі статистичними даними ISI Web of Knowledge, цей імпакт-фактор ставить журнал на сьоме місце серед 71 журналів у категорії Прикладна хімія та на п’яте з 57 журналів у категорії Органічна хімія . 